# 毛腿鼠耳蝠
毛腿鼠耳蝠（Fringed Long-footed Myotis，學名：Myotis fimbriatus）是屬於蝙蝠科的一種蝙蝠，是鼠耳蝠屬中其中一種。分佈於中國東南部，模式產地為福建廈門市。毛腿鼠耳蝠前臂38毫米，軀幹49毫米，尾長35毫米，體重6.5克。以昆蟲為食。

## 分佈
廣泛分佈於香港和四川、雲南、貴州、福建、浙江、安徽、江蘇及江西等省份。

## 形態
背部毛色棕色而略帶黃棕色，腹部顏色較淺。眼睛細小。耳殼頗長，呈橢圓形，耳屏尖幼，長度不及耳殻一半。尾長，完全被股間膜包裹。雙翼連接至足踝以上的小腿骨位置。大足，有爪。足部股間膜下位置有毛。

## 習性
通常會單獨藏匿在洞穴的縫隙內，或組成由數隻至數百隻的群落。經常在湖泊上貼近水面低飛，有時會在河邊的石下休息。通常單產。

## 腳註
1. ↑  Smith, A.T., Johnston, C.H., Jones, G. & Rossiter, S. 2008. Myotis fimbriatus. The IUCN Red List of Threatened Species 2008: e.T14158A4412022. http://dx.doi.org/10.2305/IUCN.UK.2008.RLTS.T14158A4412022.en （英文）
2. ↑  Smith, A.T. and Xie, Y. (eds). 2008. A Guide to the Mammals of China. Princeton University Press, Princeton, New Jersey.